# Bothriocera longistyla
Bothriocera longistyla är en insektsart som beskrevs av Ronald Gordon Fennah 1943. Bothriocera longistyla ingår i släktet Bothriocera och familjen kilstritar. Inga underarter finns listade i Catalogue of Life.